# Robert Stack

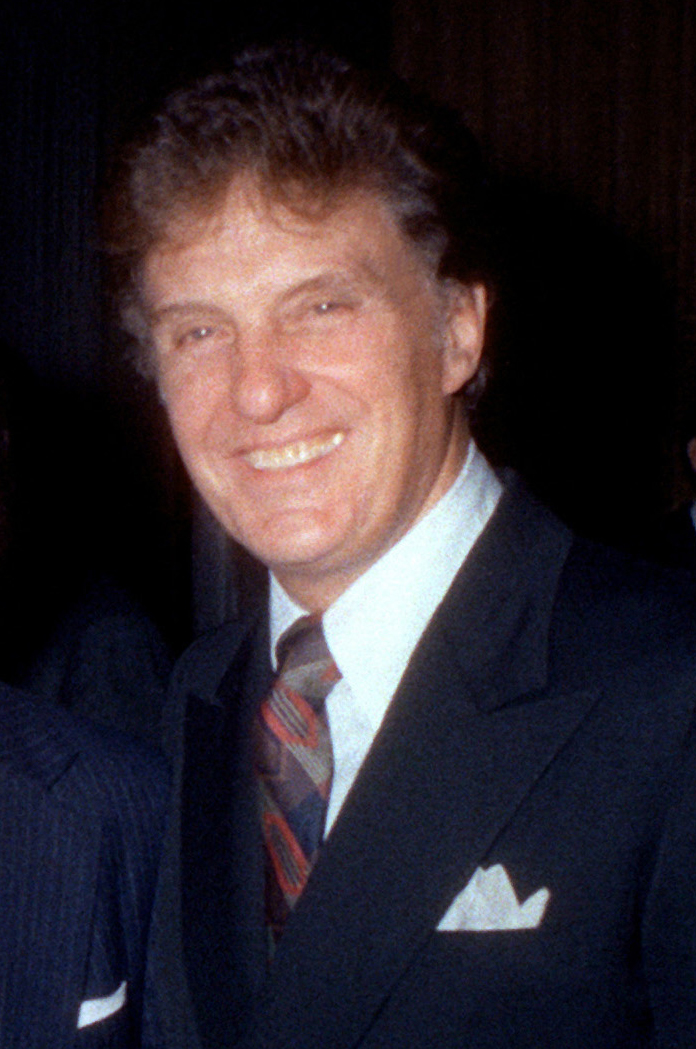
Robert Stack, 1981

Robert Stack (* 13. Januar 1919 in Los Angeles; † 14. Mai 2003 in Beverly Hills, Kalifornien; eigentlich Charles Langford Modini Stack) war ein US-amerikanischer Schauspieler mit einer über 60-jährigen Film- und Fernsehkarriere.

## Leben und Wirken
Robert Stack wurde zwar in Los Angeles geboren, doch ging seine Mutter mit ihm im Alter von drei Jahren nach der Scheidung von seinem Vater nach Europa. Er sprach bis zu seinem sechsten Lebensjahr, als er nach Los Angeles zurückkam, kein Englisch, aber fließend Italienisch und Französisch. Am College war er als Sportler erfolgreich, so galt er als einer der besten Sportschützen der USA. Er nahm gleichzeitig Schauspielunterricht und kam 1939 zu den Universal Studios. Bereits sein erster Film First Love brachte ihm Aufmerksamkeit: Er gab dem jugendlichen Filmstar Deanna Durbin deren ersten Leinwandkuss. Um dieses „Ereignis“ sorgten die Universal-Produzenten mit langen Presseberichten und vielen getesteten Schauspielern für jede Menge Publicity. Er etablierte sich als Schauspieler und trat im folgenden Jahr als junger Nationalsozialist in Tödlicher Sturm neben James Stewart auf.
In den ersten zehn Jahren seiner Filmkarriere spielte Stack vor allem in Western und Kriegsfilmen. 1942 war er in Ernst Lubitschs Film Sein oder Nichtsein als polnischer Fliegerleutnant zu sehen. Wegen seiner Erfahrung als Schütze machte er während des Zweiten Weltkriegs als Schießausbilder bei der United States Navy seinen Dienst. Nach dem Einsatz kehrte er mit Rollen in Filmen wie Fighter Squadron mit Edmond O’Brien oder A Date with Judy mit Elizabeth Taylor auf die Leinwand zurück. 1952 spielte Stack die Hauptrolle in Bwana, der Teufel, der ersten Großproduktion in 3D. 1954 war er in der zweiten Hauptrolle an der Seite von John Wayne in William A. Wellmans Fliegerdrama Es wird immer wieder Tag zu sehen. Zwei Jahre später feierte Stack einen seiner größten Erfolge mit Douglas Sirks Drama In den Wind geschrieben. Für seine Darstellung des alkoholkranken Playboys Kyle Hadley erhielt er eine Oscar-Nominierung als bester Nebendarsteller.

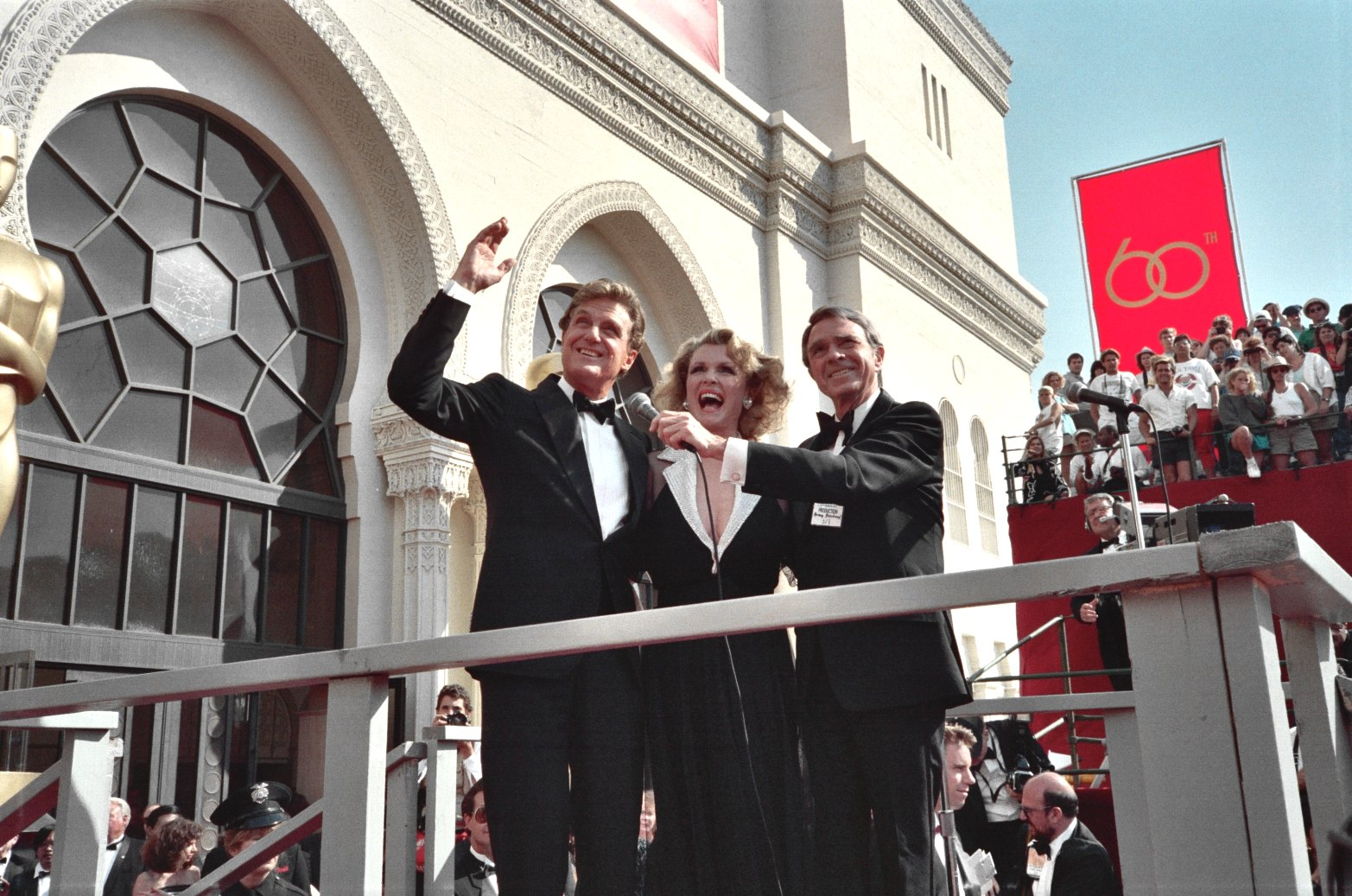
Stack (links) mit seiner Frau Rosemary und Army Archerd bei der 60. Oscarverleihung, 1988

Ab Ende der 1950er-Jahre wandte sich Stack immer mehr dem Fernsehen zu, so spielte er die Hauptrolle in der erfolgreichen Dramaserie Die Unbestechlichen, von der zwischen 1959 und 1963 rund 120 Folgen entstanden. Die Unbestechlichen handelte vom Kampf zwischen Polizisten und Gangstern in Chicago während der Prohibitionszeit und brachte Stack unter anderem einen Emmy ein. Es folgten für Stack weitere Hauptrollen in den Fernsehserien The Name of the Game (1968–1971), Most Wanted (1976) und Strike Force (1981). Der vielsprachige Stack übernahm 1966 auch die Hauptrolle im deutschsprachigen Film Die Hölle von Macao neben Elke Sommer, daneben spielte er auch in französisch- oder italienischsprachigen Produktionen wie Action Man von Jean Delannoy (1967). Mit fortgeschrittenem Alter übernahm Stack auch häufig selbstironische Rollen – die sein Image als „harter Mann“ persiflierten – in Filmen wie 1941 – Wo bitte geht’s nach Hollywood, Die unglaubliche Reise in einem verrückten Flugzeug oder Caddyshack II. Auch in Zeichentrickfilmen war er mit seiner Stimme zu hören. Zwischen 1987 und 2002 war er Moderator der Fernsehserie Unsolved Mysteries, die sich geheimnisvollen Mordfällen widmete. Er arbeitete bis zu seinem Tod als Schauspieler.
1956 heiratete er die Schauspielerin Rosemarie Bowe (1932–2019), mit der er bis an sein Lebensende verheiratet war. Das Paar hatte zwei Kinder. Er starb 2003 im Alter von 84 Jahren an einer Lungenentzündung und wurde auf dem Westwood Village Memorial Park Cemetery beigesetzt.

## Filmografie (Auswahl)
- 1939: First Love
- 1940: Tödlicher Sturm (The Mortal Storm)
- 1941: Nice Girl?
- 1942: Sein oder Nichtsein (To Be or Not to Be)
- 1948: Fighter Squadron
- 1948: Miss Tatlock’s Millions
- 1948: Wirbel um Judy (A Date with Judy)
- 1951: Der Arm des Bösen (My Outlaw Brother)
- 1951: Bullfighter and the Lady
- 1952: Bwana, der Teufel (Bwana Devil)
- 1953: Im Tal des Verderbens (War Paint)
- 1953: Jagdstaffel z.b.V. (Sabre Jet)
- 1954: Es wird immer wieder Tag (The High And The Mighty)
- 1955: House of Bamboo
- 1955: Guten Morgen, Miss Fink (Good Morning, Miss Dove)
- 1956: Skrupellos (Great Day in the Morning)
- 1956: In den Wind geschrieben (Written on the Wind)
- 1957: Duell in den Wolken (The Tarnished Angels)
- 1958: Das Geschenk der Liebe (The Gift of Love)
- 1959: Al Capone kehrt zurück (The Scarface Mob)
- 1959–1963: Die Unbestechlichen (Fernsehserie, 119 Folgen)
- 1959: Beherrscher der Meere (John Paul Jones)
- 1960: Höllenfahrt (The Last Voyage)
- 1963: Frauen, die nicht lieben dürfen (The Caretakers)
- 1966: Brennt Paris? (Paris brûle-t-il?)
- 1966: Die Hölle von Macao
- 1967: Action Man (Le soleil des voyous)
- 1968–1971: The Name of the Game (Fernsehserie, 26 Folgen)
- 1976–1977: Most Wanted (Fernsehserie, 22 Folgen)
- 1978: Ein Mann kommt in die Jahre (Un second souffle)
- 1979: 1941 – Wo bitte geht’s nach Hollywood (1941)
- 1980: Die unglaubliche Reise in einem verrückten Flugzeug (Airplane!)
- 1981–1982: Strike Force (Fernsehserie, 20 Folgen)
- 1983: Die verwegenen Sieben (Uncommon Valor)
- 1985: Hollywood – Intim und indiskret (Fernsehserie, drei Folgen)
- 1986: Mord ist ihr Hobby (Fernsehserie, eine Folge)
- 1986: Sterben... und leben lassen (Big Trouble)
- 1986: Transformers – Der Kampf um Cybertron (The Transformers: The Movie, Stimme)
- 1987–2002: Unsolved Mysteries (Fernsehserie als Moderator, 284 Folgen)
- 1988: Caddyshack II
- 1990: Joe gegen den Vulkan (Joe versus the Volcano)
- 1997: Diagnose: Mord (Diagnosis: Murder; Fernsehserie, Folge Open and Shut)
- 1998–1999: Hercules (Zeichentrickserie, 26 Folgen als Erzähler)
- 1999: Mumford
- 2001: Killer Bud

## Auszeichnungen
- 1957: Oscar-Nominierung als bester Nebendarsteller für In den Wind geschrieben
- 1960: Emmy als herausragender Schauspieler in einer Serie für Die Unbestechlichen
- 1960: Laurel Award – 2. Platz als bester Action-Schauspieler für Höllenfahrt
- 1960: Stern auf dem Hollywood Walk of Fame
- 1961: Emmy-Nominierung als herausragender Schauspieler in einer Serie für Die Unbestechlichen
- 2000: Golden Boot Award für sein Lebenswerk